# Halové mistrovství České republiky v atletice 2007
Halové mistrovství ČR v atletice 2007 se uskutečnilo ve dnech 24.–25. února 2007 v hale Otakara Jandery v pražské Stromovce.

## Medailisté

### Muži
| Soutěž                        | Zlato                                                                      | Stříbro                                                                         | Bronz                                                                       |
| 60 m                          | Ondřej Kozlovský 6.80                                                      | Jaroslav Šmotek 6.82                                                            | Libor Žilka 6.85                                                            |
| 200 m                         | Jiří Vojtík 21.05                                                          | Jan Schiller 21.61                                                              | Lukáš Mánek 21.70                                                           |
| 400 m                         | Filip Klvaňa 47.39                                                         | Rudolf Götz 47.42                                                               | Michal Uhlík 47.62                                                          |
| 800 m                         | Jaroslav Růža 1:50.29                                                      | Jiří Doupovec 1:50.99                                                           | Petr Ondroušek 1:51.20                                                      |
| 1500 m                        | Vladimír Bartůněk 4:01.03                                                  | Jakub Holuša 4:02.96                                                            | Petr Doubravský 4:03.29                                                     |
| 3000 m                        | Václav Janoušek 8:16.62                                                    | Zdeněk Medlík 8:20.55                                                           | František Zouhar 8:21.29                                                    |
| 60 m př.                      | Petr Svoboda 7.77                                                          | Stanislav Sajdok 7.87                                                           | Martin Pokorný 8.06                                                         |
| 4 × 400 m                     | Petr Braniš Tomáš Matyska Ondřej Daněk Marek Hrubý PSK Olymp Praha 3:13.62 | Jindřich Šimánek Petr Habásko Rudolf Götz Michal Uhlík ASK Slavia Praha 3:13.73 | Petr Šarapatka Tomáš Pelc Tomáš Bošek Jan Schiller ASK Slavia Praha 3:19.54 |
| Skok do výšky                 | Svatoslav Ton 2.25                                                         | Jaroslav Bába 2.16                                                              | Dalibor Hon 2.16                                                            |
| Skok o tyči                   | Adam Ptáček 5.49                                                           | Jan Kudlička 5.43                                                               | Michal Balner 5.36                                                          |
| Skok daleký                   | Štěpán Wagner 7.70                                                         | Roman Novotný 7.59                                                              | Tomáš Pour 7.48                                                             |
| Trojskok                      | Petr Hnízdil 15.96                                                         | Jan Rapsa 15.10                                                                 | Ondřej Hanuš 15.03                                                          |
| Vrh koulí                     | Remigius Machura 18.96                                                     | Jan Marcell 17.60                                                               | Vladislav Tuláček 17.29                                                     |
| Sedmiboj Praha 9. – 10.2.2007 | Josef Karas 5753 bodů                                                      | Dominik Špiláček 5436 bodů                                                      | David Sazima 5419 bodů                                                      |

### Ženy
| Soutěž                       | Zlato                                                                                   | Stříbro                                                                                        | Bronz                                                                                    |
| 60 m                         | Štěpánka Klapáčová 7.46                                                                 | Kristina Bažatová 7.47                                                                         | Iveta Mazáčová 7.48                                                                      |
| 200 m                        | Kateřina Čechová 24.04                                                                  | Štěpánka Klapáčová 24.05                                                                       | Iveta Mazáčová 24.23                                                                     |
| 400 m                        | Zuzana Hejnová 53.49                                                                    | Jitka Bartoničková 53.55                                                                       | Eva Follnerová 55.61                                                                     |
| 800 m                        | Petra Lochmanová 2:11.88                                                                | Kateřina Blažková 2:12.44                                                                      | Tereza Šedivá 2:13.23                                                                    |
| 1500 m                       | Marcela Lustigová 4:28.77                                                               | Tereza Čapková 4:30.02                                                                         | Lenka Všetečková 4:34.17                                                                 |
| 3000 m                       | Lenka Všetečková 9:41.21                                                                | Lucie Sárová 9:43.62                                                                           | Lucie Müllerová 9:49.78                                                                  |
| 60 m př.                     | Lucie Martincová 8.15                                                                   | Petra Seidlová 8.36                                                                            | Michaela Hejnová 8.40                                                                    |
| 4 × 400 m                    | Lucie Koldcsiterová Marcela Lustigová Petra Lochmanová Zuzana Hejnová USK Praha 3:48.15 | Markéta Plzeňská Martina Klesnilová Eliška Klučinová Sylvie Slavíková A.C. TEPO Kladno 3:53.85 | Tereza Straková Veronika Loužecká Petra Štěpánková Tereza Šedivá PSK Olymp Praha 3:54.09 |
| Skok do výšky                | Nela Severová 1.79                                                                      | Hana Pecková 1.79                                                                              | Kateřina Konvalinková 1.74                                                               |
| Skok o tyči                  | Kateřina Baďurová 4.55                                                                  | Pavla Rybová 4.50                                                                              | Jiřina Ptáčníková 3.99                                                                   |
| Skok daleký                  | Kateřina Líbalová 6.22                                                                  | Martina Darmovzalová 6.12                                                                      | Zuzana Bičíková 6.07                                                                     |
| Trojskok                     | Martina Darmovzalová 13.24                                                              | Iva Vedralová 13.00                                                                            | Jaroslava Vaněčková 12.79                                                                |
| Vrh koulí                    | Jana Kárníková 15.96                                                                    | Andrea Valešová 15.12                                                                          | Kamila Hlaváčová 14.96                                                                   |
| Pětiboj Praha 9. – 10.2.2007 | Zuzana Hejnová 4146 bodů                                                                | Michaela Hejnová 4014 bodů                                                                     | Kateřina Konvalinková 3935 bodů                                                          |